# Dennis Gansel
Dennis Gansel (ur. 4 października 1973 w Hanowerze) – niemiecki reżyser, scenarzysta i aktor filmowy.

## Filmografia

### Reżyser
- 2000: Fantom
- 2001: Dziewczyny, dziewczyny
- 2004: Fabryka zła
- 2008: Fala
- 2010: Nienasycone
- 2012: Czwarta władza
- 2016: Mechanik: Konfrontacja
- 2018: Kuba Guzik
- 2019: Zakochany Berlin – segment
- 2020: Kuba Guzik i dzika trzynastka
- 2022-23: Okręt – serial TV (11 odcinków)

### Scenarzysta
- 2000: Fantom
- 2004: Fabryka zła
- 2008: Fala
- 2010: Nienasycone
- 2012: Czwarta władza
- 2019: Zakochany Berlin – segment
- 2019: Fala – serial TV (6 odcinków)

### Aktor
- 2001: Dziewczyny, dziewczyny jako listonosz
- 2004: Fabryka zła jako trener w klubie bokserskim
- 2008: Fala jako Martin
- 2011: Pokój 205 jako psychiatra
- 2012: Czwarta władza jako taksówkarz